# Allerona
Allerona is een gemeente in de Italiaanse provincie Terni (regio Umbrië) en telt 1867 inwoners (31-12-2004). De oppervlakte bedraagt 82,1 km², de bevolkingsdichtheid is 23 inwoners per km².
De volgende frazioni maken deel uit van de gemeente: Allerona Scalo, San Pietro Acquaeortus.

## Demografie
Allerona telt ongeveer 741 huishoudens. Het aantal inwoners steeg in de periode 1991-2001 met 0,2% volgens cijfers uit de tienjaarlijkse volkstellingen van ISTAT.
| Jaar | Inwoneraantal |
| ---- | ------------- |
| 1991 | 1818          |
| 2001 | 1822          |

## Geografie
De gemeente ligt op ongeveer 472 m boven zeeniveau.
Allerona grenst aan de volgende gemeenten: Acquapendente (VT), Castel Viscardo, Città della Pieve (PG), Fabro, Ficulle, Orvieto, San Casciano dei Bagni (SI).
Acquasparta · Allerona · Alviano · Amelia · Arrone · Attigliano · Avigliano Umbro · Baschi · Calvi dell'Umbria · Castel Giorgio · Castel Viscardo · Fabro · Ferentillo · Ficulle · Giove · Guardea · Lugnano in Teverina · Montecastrilli · Montecchio · Montefranco · Montegabbione · Monteleone d'Orvieto · Narni · Orvieto · Otricoli · Parrano · Penna in Teverina · Polino · Porano · San Gemini · San Venanzo · Stroncone · Terni
1. ↑  https://demo.istat.it/?l=it.